# Valentí Soler i Noguera
Valentí Soler i Noguera   (Badalona, 18 de juny de 1946) és un filòleg i poeta català.
El 2000 va publicar el seu poemari Festes desfetes. Vint cançons de tornada, on recupera i transforma en vers moments viscuts en la seva vida, obra prologada pel poeta Joan Argenté. Al llarg de la seva vida s'ha dedicat a l'estudi de figures del periodisme català com Gaziel, Tísner, Manuel Ibáñez, Tomàs Garcés o Just Cabot, amb articles publicats a les revistes Serra d'Or i Revista de Catalunya. El 1992 va obtenir el premi de periodisme Antoni Rovira i Virgili del diari Avui amb l'obra Indagacions i provacions de Just Cabot, autor del qual va continuar l'estudi i en va tornar a publicar un llibre sobre ell el 2008, El periodisme silenciat: Just Cabot. Vida i cartes de l'exili, 1939-1961. Després de llargs anys d'estudi, el 2010 també va publicar Tomàs Garcés: periodisme i crítica, un assaig sobre l'obra periodística de Tomàs Garcés, que va ser premiat en els Premis Ciutat de Palma de 2011. També ha estudiat personalitats de Badalona com el poeta Josep Gual o el dibuixant humorístic Jaume Passarell. Així mateix, va formar part de la Comissió de la Dignitat, encarregada de reclamar el retorn dels papers de Salamanca. El 2017 va publicar un altre recull de poemes, tots relacionats amb la ciutat de Badalona i il·lustrat per Toni Benages.

## Obres
La relació d'obres publicades de Soler és:
- Festes desfetes. Vint cançons amb tornada. Fet a mà, 2000.[2]
- Gual sense burots: homenatge a Josep Gual Lloberes. Montes, 2005.
- Oratori en memòria dels desheretats. Fet a mà, 2005.
- El periodisme silenciat: Just Cabot. Vida i cartes de l'exili, 1939-1961. A Contra Vent, 2008.
- Tomàs Garcés: periodisme i crítica. L'Abadia de Montserrat, 2010.
- Badalona, finestral d'un temps. Pont del Petroli, 2017.
- Just Cabot i les veus vives de l'exili. Pont del Petroli, 2024